# Cerniébaud
Cerniébaud ist eine französische Gemeinde im Département Jura in der Region Bourgogne-Franche-Comté.

## Geographie
Cerniébaud liegt auf 982 m, etwa 15 Kilometer östlich der Stadt Champagnole (Luftlinie). Das Bauerndorf erstreckt sich im Jura, auf einer ausgedehnten Hochfläche zwischen der Quelle des Ain respektive dem Val de Mièges und der Jurakette der Haute Joux.
Die Fläche des 10,53 km² großen Gemeindegebiets umfasst einen Abschnitt des französischen Juras. Das gesamte Gebiet wird von einer Hochfläche eingenommen, die durchschnittlich auf 980 m liegt. Sie weist nur sehr geringe Reliefunterschiede auf und ist hauptsächlich von Wies- und Weideland, im südlichen Teil überwiegend von Wald bedeckt. Dieses Hochplateau zeigt verschiedene Karstphänomene wie beispielsweise Dolinen, abflusslose Senken, Karren und Höhlen. Es besitzt keine oberirdischen Fließgewässer, weil das Niederschlagswasser im verkarsteten Untergrund versickert. Nach Südosten erstreckt sich das Gemeindeareal über einen steilen, teils von Felswänden durchzogenen Hang auf die dicht bewaldete Höhe der Forêt du Prince. Auf dem Saint-Sorlin, der zur Jurakette der Haute Joux gehört, wird mit 1237 m die höchste Erhebung von Cerniébaud erreicht.
Zu Cerniébaud gehören die Siedlung Combe Simon (975 m) auf der Hochfläche am Nordfuß des Saint-Sorlin sowie einige Einzelhöfe. Nachbargemeinden von Cerniébaud sind La Latette im Norden, Mignovillard im Osten, Les Pontets, Reculfoz und Le Crouzet im Süden sowie Fraroz im Westen.

## Geschichte

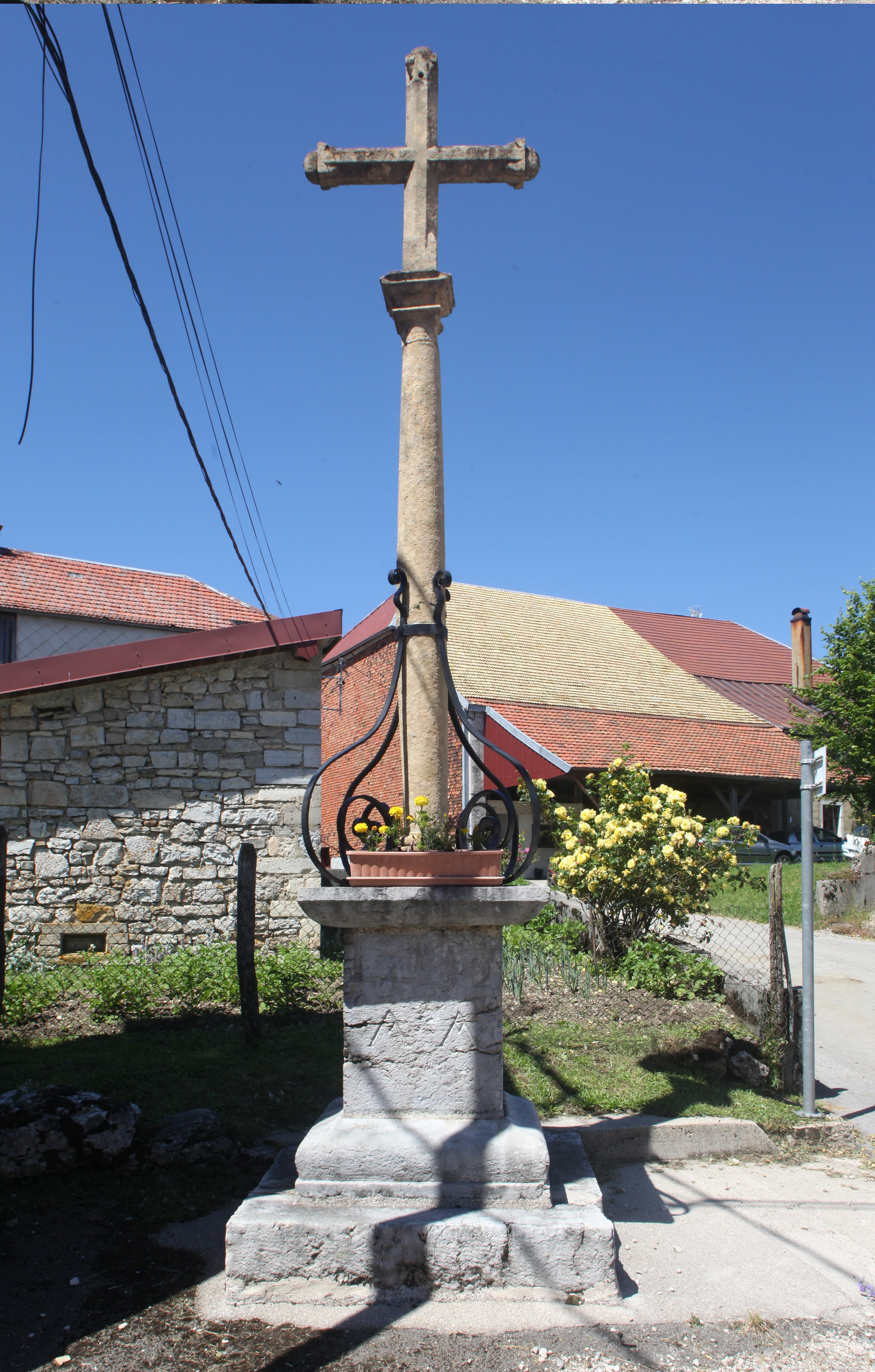
Wegkreuz

Im Mittelalter gehörte Cerniébaud zur Herrschaft Nozeroy. Der Ortsname bedeutet so viel wie umgeben von Wald. Der Ortschaft wurden im 14. Jahrhundert gewisse Freiheitsrechte zugesprochen, um die Besiedlung des Gebietes zu fördern. Zusammen mit der Franche-Comté gelangte Cerniébaud mit dem Frieden von Nimwegen 1678 an Frankreich.

### Bevölkerungsentwicklung
| Jahr                       | 1962 | 1968 | 1975 | 1982 | 1990 | 1999 | 2006 | 2018 |
| Einwohner                  | 89   | 74   | 65   | 55   | 49   | 53   | 62   | 90   |
| Quellen: Cassini und INSEE |      |      |      |      |      |      |      |      |

Mit 90 Einwohnern (Stand 1. Januar 2022) gehört Cerniébaud zu den kleinsten Gemeinden des Départements Jura. Nachdem die Einwohnerzahl in der ersten Hälfte des 20. Jahrhunderts markant abgenommen hatte (1891 wurden noch 177 Personen gezählt), wurden seit Beginn der 1980er Jahre nur noch relativ geringe Schwankungen verzeichnet.

## Wirtschaft und Infrastruktur
Cerniébaud war bis weit ins 20. Jahrhundert hinein ein vorwiegend durch die Landwirtschaft, insbesondere Milchwirtschaft und Viehzucht, sowie durch die Forstwirtschaft geprägtes Dorf. Noch heute leben die Bewohner zur Hauptsache von der Tätigkeit im ersten Sektor. Außerhalb des primären Sektors gibt es nur wenige Arbeitsplätze im Dorf. Einige Erwerbstätige sind auch Wegpendler, die in den umliegenden größeren Ortschaften ihrer Arbeit nachgehen.
Im Winter profitiert Cerniébaud vom Tourismus, wenn auf dem Hochplateau Skilanglauf betrieben werden kann.
Die Ortschaft liegt abseits der größeren Durchgangsstraßen an einer Departementsstraße, die von Fraroz nach Mignovillard führt. Weitere Straßenverbindungen bestehen mit Nozeroy und Mouthe.